# Индийская бандикота
Инди́йская бандико́та (лат. Bandicota indica) — грызун из рода бандикот, один из самых крупных представителей подсемейства мышиных. Широко распространён в Южной и Юго-Восточной Азии. На всём протяжении своего ареала — обычный синантропный грызун, хотя встречается и в малозаселённой местности.

## Внешний вид
Индийская бандикота — довольно крупный грызун (это самый крупный представитель рода бандикот). Длина тела без хвоста — до 40 см, хвост по длине примерно равен телу; благодаря столь крупному размеру бандикоту легко можно отличить от домовых крыс рода Rattus. Масса — 600—1100 г. Общий облик индийской бандикоты характерен для мышиных, но морда довольно широкая и сильно закруглённая.
Окраска в целом тёмная, варьирующаяся от серой и коричневатой до почти чёрной. Низ тела значительно светлее, обычно грязно-белый. На передних лапах длинные и крепкие когти. Резцы окрашены в жёлтый или оранжевый цвет. Шерсть длинная и довольно густая, поэтому бандикота выглядит мохнатой.
Несмотря на широкое распространение и постоянное соседство с человеком, бандикота до самого последнего времени оставалась довольно плохо изученным животным. Например, ещё в 1960-70-е годы оставалось до конца не выясненным её систематическое положение и родственные связи с другими родами и подсемействами грызунов. Согласно некоторым исследованиям середины 1990-х годов, индийская бандикота филогенетически ближе к роду пластинчатозубых крыс (Nesokia), чем к другим бандикотам.

## Ареал и места обитания
Индийская бандикота широко распространена в странах Южной и Юго-Восточной Азии и в южных районах Китая, образуя три подвида:
- Типовой подвид B. indica indica, распространённый на Индостанском полуострове и Цейлоне;
- Подвид B. indica nemorivaga, свойственный восточным частям ареала (от северо-востока Индии, Непала, Мьянмы)[2];
- Иногда выделяется третий подвид — B. indica malabarica[6].

Индийская бандикота завезена на Малайский архипелаг, в некоторые районы континентальной Малайзии, а также на Тайвань, где сильно размножилась. Почти повсеместно ареал индийской бандикоты пересекается с ареалом как минимум одного из двух других представителей рода бандикот — бенгальской бандикоты (лат. B. bengalensis) и бирманской бандикоты (лат. B. savilei).
В настоящее время этот грызун практически повсеместно стал синантропным животным, проживающим даже в центре крупных городов, таких как Дели или Калькутта. Однако индийскую бандикоту можно встретить и в местах её исконного природного обитания. Естественный биотоп этого животного — влажные, часто заболоченные низменные места. Показательно, что индийская бандикота хорошо плавает. Бандикота не поднимается выше 1500 м над уровнем моря. Исследования показали, что в северном Таиланде индийская бандикота чаще всего попадается в районах, где залитые водой рисовые поля граничат с кукурузными полями, устроенными на месте лесов на склонах гор.
На всём протяжении ареала индийская бандикота многочисленна и находится вне какой-либо опасности. Более того, местами численность этого грызуна даже чрезмерно велика — в таких районах индийская бандикота сильно вредит сельскому хозяйству. Распашка и освоение территорий обычно приводят к увеличению поголовья бандикоты.

## Образ жизни
Индийская бандикота, как и большинство крыс, в целом всеядна. Вблизи человеческого жилья она питается по большей части отбросами, в поисках которых часто роется на помойках и в выгребных ямах. В связи с этим она является переносчиком возбудителей опасных заболеваний. Бандикота поедает также растительный корм — как зелёные части растений, так и семена, — а иногда нападает и на домашнюю птицу.
Там, где бандикот много, местность буквально изрыта их норами. Несмотря на сильную привязанность к антропогенному биотопу, бандикоты предпочитают сооружать норы вне построек. Как правило, норы расположены в земле — в различных насыпях, буграх, земляных перегородках рисовых полей. Норы индийской бандикоты глубокие, с отдельными камерами для гнезда и кормовых запасов (зёрен, орехов, фруктов). В каждой норе живёт обычно один самец или самка с детёнышами. Непосредственно в постройках бандикота живёт редко — в Таиланде, например, в районах рисоводства лишь 4,5 % от общего количества исследованных нор находились в человеческом жилье; в непосредственной близости от построек находилось 21 % нор.
Индийская бандикота, подобно другим бандикотам, — ночной зверь, активный в тёмное время суток. На большей части ареала бандикота размножается круглый год. Как и большинство мышиных, индийская бандикота очень плодовита — самка приносит за один помёт в среднем 5-7, а по другим данным и 10-12 детёнышей; во всяком случае у самки 6-9 пар сосков.

## Индийская бандикота и человек
Во многих местах бандикота относится к опасным вредителям. В частности, она сильно вредит на плантациях каучука и кофе. Сильный ущерб бандикоты наносят рисоводству.
В ряде стран Азии (особенно в Юго-Восточной Азии) мясо бандикоты употребляется в пищу и даже весьма ценится, причём существует много рецептов приготовления блюд из бандикоты. Нередко индийская бандикота является объектом охоты ради развлечения. Бандикоту часто истребляют как вредителя с помощью ловушек и отравленных приманок, но этот грызун очень быстро восстанавливает численность благодаря огромной плодовитости. Туземцы иногда разрывают норы индийской бандикоты в поисках собранных там запасов.